# Ghetto de Šiauliai
Le ghetto de Šiauliai (ou Shavli) est un ghetto juif créé en juillet 1941 par le Troisième Reich dans la ville de Šiauliai ( yiddish : שאַװל, Shavl ) en Lituanie occupée. Le ghetto comprend deux zones – une dans la banlieue de Kaukazas et une sur la rue Trakai. Tous deux sont liquidés en juillet 1944 et leurs habitants ont été tués ou déportés dans des camps de concentration nazis. En 1939, un quart de la population de Šiauliai est juive soit environ 8 000 personnes. À la fin de la Seconde Guerre mondiale, environ 500 Juifs de la ville ont survécu à la Shoah.

## Avant la guerre
Šiauliai est la deuxième plus grande ville de la Lituanie indépendante d'avant-guerre et sa communauté juive est la deuxième du pays avec 8 000 juifs en 1939. La ville a un élu juif adjoint au maire. Certains juifs travaillent dans la fabrication d'articles en cuir car ils possèdent une usine de chaussures. D'autres juifs travaillent dans les industries du fer et de la chimie et beaucoup travaillaient comme commis, ouvriers et artisans.
La communauté juive soutient de nombreuses institutions et organisations culturelles et sociales. Parmi celles-ci se trouvent une école secondaire religieuse, une école secondaire hébraïque, une école primaire et un jardin d'enfants, ainsi que plusieurs écoles en yiddish. Il a 15 synagogues, une yeshiva et deux bibliothèques.
Après l'invasion allemande de l'Union soviétique, et avant l'arrivée des Allemands en Lituanie, plusieurs centaines de Juifs de la ville fuient vers la Russie. Les soldats allemands entrent à Šiauliai le 26 juin 1941. Parmi les Juifs restant, plusieurs milliers sont massacrés par les Allemands et leurs collaborateurs lituaniens, à la fois avant la création du ghetto et par la suite.
Au cours des premières semaines de l'occupation nazie, environ 8000 personnes sont abattues dans la forêt voisine de Lieponiai près de Kužiai après avoir été forcées de creuser leurs propres tombes. En juillet 1941, les Allemands déplacent 732 Juifs et communistes de la prison de Šiauliai vers les environs du village de Pročiūnai à 7 km sud-est de Šiauliai, et les y assassine. Du 7 au 15 septembre 1941, environ 1 000 hommes, femmes et enfants juifs de Šiauliai sont tués dans la forêt de Gubernija, environ 6 km nord-ouest de la ville.

## Création du ghetto
Les autorités d'occupation allemandes mettent en place le ghetto juif de Šiauliai début juillet 1941. Le commandant militaire de la ville de Šiauliai donne des instructions au nouveau maire adjoint, Antanas Stankus, qui est chargé des « affaires juives ». Stankus met en place un comité de notables juifs pour assurer la liaison avec les autorités lituaniennes afin de reloger les juifs. La première étape est l'enregistrement de tous les résidents juifs : tous les juifs de la ville doivent s'enregistrer au bureau du gouvernement municipal du 19 au 22 juillet.
Dans un premier temps, un seul endroit est retenu pour le ghetto dans le quartier de Kaukazas. La zone s’avère trop petite pour l'ensemble de la population juive et certains juifs sont déplacés à Žagarė. Après les protestations juives, un deuxième emplacement entre les rues Ežeras et Trakai est choisi. Lorsque les deux zones abritent environ 3000 juifs chacune, les juifs demandent la création d'un troisième ghetto. Les autorités promettent une zone dans le quartier de Kalniukas et rassemblent les juifs dans la synagogue des commerçants du village, le foyer juif pour personnes âgées et la synagogue centrale de la chorale. Cependant, au lieu d'être déplacées dans le troisième ghetto, les juifs sont emmenés par groupes de 200 à 300 dans la forêt de Lieponiai et fusillés. Les 500 derniers Juifs sont fusillés à Bubiai et enterrés dans des fosses creusées dans l'argile.

## Vie dans le ghetto
La réinstallation est achevée le 15 août.  Entre 4 000 et 5 000 Juifs, dont 1 500 des environs de Šiauliai, sont forcés de s'installer dans les ghettos. Le comité de notables juifs devient le Judenrat (Conseil juif) du ghetto. Les Allemands mènent de fréquentes Aktionen (actions, tueries massives) pour éliminer les juifs jugés « inutiles ». Un emploi rémunérateur est perçu comme une protection de ces Aktionen . Environ 600 Juifs sont employés dans une usine de chaussures voisine et 600 autres dans des projets de construction à l'aéroport de Zokniai/Šiauliai. D'autres sont employés dans des ateliers de tannage et de traitement du cuir de la ville, produisant des articles tels que des gants et des brosses. Certains Juifs sont déportés dans des camps de travail des régions avoisinantes pour fournir une force de travail pour des projets spécifiques notamment l' extraction de la tourbe des tourbières. Un groupe de 125 Juifs est déplacé à Linkaičiai, où ils travaillent dans un atelier d'armes et d'artillerie.
La période de janvier 1942 à septembre 1943, est une période de « calme », sans massacres majeurs. Pendant ce temps, les Juifs du ghetto créent plusieurs organisations culturelles et éducatives, dont des groupes de jeunesse Hechalutz et Beitar. 
Les 26-27 mai 1942, les Allemands mènent un recensement au sein du Generalbezirk Litauen , region administrative du Reichskommissariat Ostland comprenant le ghetto de Šiauliai. Le recensement dénombre au moins 4 665 Juifs dans le ghetto, mais beaucoup évitent le recensement car ils pensent qu'il s'agit d'une ruse en vue d'une autre Aktion. Le 30 août 1942, plusieurs Juifs sont trouvés en train de faire de la contrebande de nourriture dans le ghetto. Les Allemands ont demandé au Judenrat de sélectionner 50 Juifs à exécuter. Les membres du Judenrat refusent et se portetn volontaires à la place. La peine est commuée et un trafiquant de nourriture est pendu.

## Liquidation du ghetto

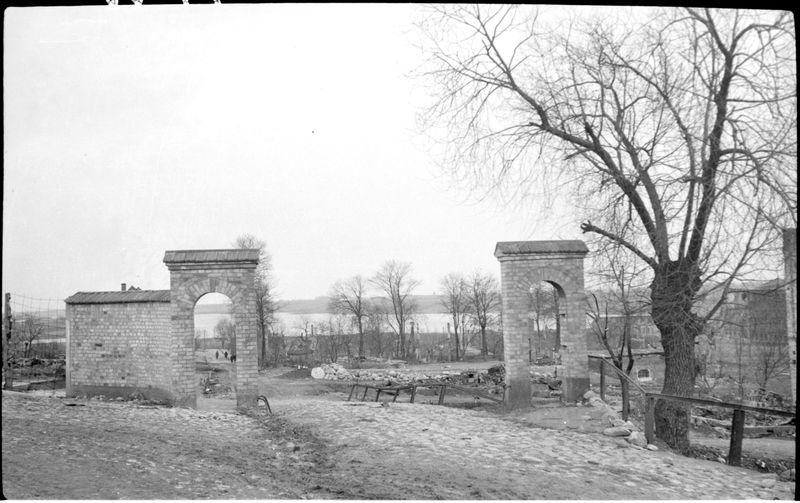
Entrée du ghetto détruite en 1944

Le 21 juin 1943, Heinrich Himmler ordonne de liquider tous les ghettos et de transférer les Juifs restants dans des camps de concentration. Le ghetto de Šiauliai est réorganisé en camp de concentration et devient un camp extérieur (Außenlager) qui est rattaché au camp de concentration du ghetto de Kaunas (ghetto lui aussi réorganisé de la même façon), sous juridiction des SS. À l'époque, le ghetto de Šiauliai compte cinq camps de travail : l'aéroport de Zokniai (500 juifs), l'atelier d'armement de Linkaičiai (250 juifs), la sucrerie de Pavenčiai (250 juifs), l'atelier de vêtements militaires A.B.A. (800 juifs), la briqueterie Akmenė (250 juifs) et la briqueterie Daugėliai (250 Juifs). Le Gebietskommissar (Commissaire territorial) Hans Gewecke est remplacé par le SS-Oberscharführer Hermann Schlöf le 1er octobre 1943 en tant que commandant du ghetto.
Le site d'origine du ghetto du quartier de Kaukazas est liquidé à la mi-octobre 1943. Le 5 novembre 1943, les troupes SS et une compagnie de l'Armée de libération russe s'emparent  de 574 enfants de moins de 13 ans, 191 personnes âgées, 26 handicapées et 4 femmes pour les déporter au camp de concentration d'Auschwitz.
Plus tard, alors que le Troisième Reich perd la guerre, les nazis commencent à fermer les camps de travail et à transférer les Juifs vers le ghetto. En juillet 1944, les Allemands, se retirant devant l'avancée de l'armée russe, transfèrent les résidents restants du ghetto vers les camps de concentration de Stutthof et Dachau en Allemagne. Sur le nombre total de Juifs emprisonnés, quelques centaines seulement réussissent à échapper à la mort. Le 15 juillet 1944 commence la liquidation définitive du ghetto de Šiauliai. Plusieurs milliers de Juifs sont déportés en quatre grands groupes vers le camp de concentration du Stutthof.

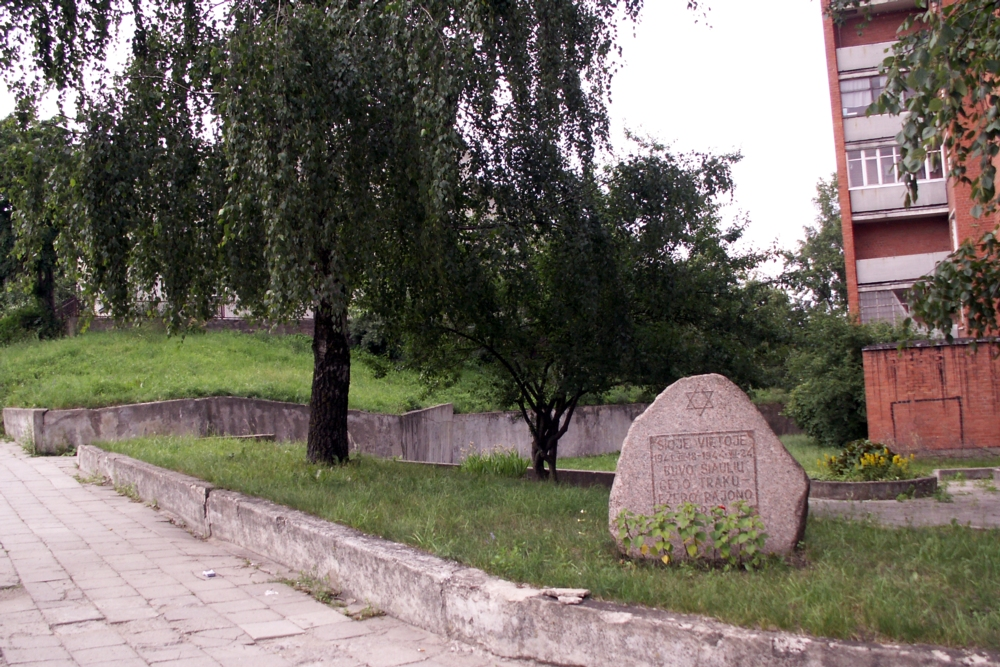
Pierre indiquant l'emplacement du ghetto de Šiauliai dans la rue Trakai

Pas plus de 500 personnes survivent au ghetto de Šiauliai après la guerre.

## Témoignages
Un journal, tenu par Eliezer Yerushalmi, enseignant et membre du Judenrat du ghetto, est publié en hébreu en 1950 par Yad Vashem. Une partie de ce journal est incluse dans le Livre noir. 
Sur la base du recensement de mai 1942, des listes de noms des prisonniers du ghetto de Kaukazas et d'Ežero-Trakų, ainsi que des juifs restés à l'extérieur du ghetto, sont publiées par le Musée juif d'État de Vilna Gaon en 2002.